# Dobrnja, Banja Luka
Dobrnja je naselje v mestu Banjaluka, Bosna in Hercegovina. 

## Deli naselja
Dakovići, Dobrnja, Grabovica, Kadina Voda, Milakovići, Savići, Šipka in Vranješi. 

## Prebivalstvo
| Pregled števila prebivalcev po letih | Pregled števila prebivalcev po letih | Pregled števila prebivalcev po letih | Pregled števila prebivalcev po letih | Pregled števila prebivalcev po letih | Pregled števila prebivalcev po letih |
| ------------------------------------ | ------------------------------------ | ------------------------------------ | ------------------------------------ | ------------------------------------ | ------------------------------------ |
| 1948                                 | 1953                                 | 1961                                 | 1971                                 | 1981                                 | 1991                                 |
| -                                    | -                                    | 1.334                                | 342                                  | 189                                  | 130                                  |

| Narodna sestava prebivalstva po letih                                                                                    | Narodna sestava prebivalstva po letih                                                                                      | Narodna sestava prebivalstva po letih                                                                                    |
| --- | --- | --- |
| 1971 | 1981 | 1991 |
| . skupaj: 342 Srbi 342 (100 %) Hrvati 0 (0,00 %) Muslimani 0 (0,00 %) Jugoslovani 0 (0,00 %) drugi in neznano 0 (0,00 %) | . skupaj: 189 Srbi 186 (98,41 %) Muslimani 1 (0,52 %) Hrvati 0 (0,00 %) Jugoslovani 1 (0,52 %) drugi in neznano 1 (0,52 %) | . skupaj: 130 Srbi 130 (100 %) Hrvati 0 (0,00 %) Muslimani 0 (0,00 %) Jugoslovani 0 (0,00 %) drugi in neznano 0 (0,00 %) |